# I Muvrini

I Muvrinikorzikanski je sastav koji je postao poznat po izvođenju i promicanju korzikanske tradicionalne glazbe. Sastav su osnovali braća Alain i Jean-François Bernardini krajem 1970-ih u malom selu Tagliu-Isulaccia na krajnjem sjeveru Korzike. Njihov otac Ghjuliu (preminuo 1977.), koji je bio poznati korzikanski pjesnik i pjevač, inicirao ih je na izvođenje i promicanje tradicionalne korzikanske glazbe. 

## Etimologija
Sastav je dobio ime po autohtonoj vrsti malog korzikanskog muflona, koji je izvorno pronađen samo na mediteranskim otocima Korzici i Sardiniji, ali je tijekom vremena uveden u mnoge druge regije Europe.

## Pregled
I Muvrini grupa je započela s izvedbom pjesama u tradicionalnom korzikanskom stilu (gitara i glas, polifonija), prije nego što su se postupno otvorili svjetskoj glazbi i raznolikosti. 
Svoju su orkestraciju posebno obogatili glazbenim instrumentima poput kololire (francuski:Vielle à roue; engleski: Hurdy-gurdy) i gajdi. Tijekom svoje duge karijere bili su jedan od najistaknutijih sastava te vrste, tako da su surađivali s mnogim francuskim i stranim umjetnicima poput Stinga, Luze Casal, MC Solaara ili Véronique Sanson (između ostalih). Od 1979. do 2007. sastav je objavio tridesetak albuma, što studijskih što uživo, gdje je album iz 2007.  I Muvrini et les 500 choristes (I Muvrini i 500 zboraša) postao sedma Zlatna ploča od 1994. Njihov stil evoluirao je od najtradicionalnijih oblika korzikanske polifonije do pijevivih tonova a da pri tome nikad nisu iznevjerili svoj materinski jezik.

## Razvoj
Krajem 1980-ih, sastav I Muvrini igrao je ulogu kulturnog pionira, jer u to vrijeme na Korzici nije postojala niti jedna struktura ili organizacija za distribuciju glazbe općenito. Sastav je preživljavao upravljajući i financirajući samog sebe, snimajući svoje radove o svom trošku, a sve to gradeći reputaciju na način da su održavali stotine koncerata po otoku nudeći besplatan ulaz onima mlađim od 15 godina. Nadalje, u želji da povećaju svijest o tradiciji predaka, aktivno su radili na stvaranju škola za podučavanje korzikanskog pjevanja.
Nekoliko godina kasnije, zbog sve većeg uspjeha, I Muvrini prešao je na kontinentalni dio Francuske i započeo seriju nastupa na festivalima u Printemps de Bourges, u teatru Bobinu, te u Bretanji - zemlji snažnog nacionalnog ponosa. Dok su objavljivali svoje ploče, popularnost sastava bila je sve veća. 
Takvoj popularnosti je znatno pomogla sve veća posjećenost koncerata čiji je dobar dio publike dolazio s Korzike, tako da je u ljeto 1993. godine trećina otočnog stanovništva pohrlila na njihove rasprodane koncerte. Prestižno kazalište Zenith i  Dvorana Bercy (Palais Omnisports de Paris-Bercy), obje u Parizu, uskoro su redom osvojene. Grupa je poznata u inozemstvu, posebno u zemljama poput Švicarske, Belgije, Njemačke i Nizozemske, koje je grupa posjećivala na turnejama promovirajući svoje nove albume.
I Muvrini je nastavio surađivati s Jacquesom Dutroncom na pjesmi "Corsica" s njihovog albuma CQFD kao i s Véroniqueom Sanson.

## Diskografija

### Studijski albumi
- 1979 - ...Ti ringrazianu
- 1980 - Anu da vultà
- 1981 - ...È campà quì
- 1984 - Lacrime
- 1985 - 85
- 1986 - À l'encre rouge
- 1988 - Pè l'amore di tè...
- 1989 - Quorum
- 1991 - À voce rivolta
- 1993 - Noi
- 1995 - Curagiu
- 1998 - Leia
- 2002 - Umani
- 2005 - Alma
- 2007 - I Muvrini et les 500 choristes
- 2010 - Gioia
- 2012 - Imaginà
- 2015 - Invicta
- 2016 - Pianetta
- 2017 - Luciole

### Kompilacijski albumi
- 1998 - Sò
- 2000 - Pulifunie
- 2000 - A strada
- 2013 - Best of (3 CDs)

### Albumi uživo
- 1990 - In core
- 1994 - Zenith 93
- 1996 - Bercy 96
- 2006 - ALMA 2005

### Video / DVD-ovi
- I Muvrini at Bercy '96
- Giru FR3
- Zenith '92
- Terra
- Alma 2005

## Recenzije
I Muvrini oživio je korzikansku kulturu i posebno njezinu glazbu. To je utoliko spektakularnije jer je grupa nastala u vrijeme kada regionalni jezici nisu bili prepoznati, pa čak ni odobreni. Osamdesetih godina, kada je sastav pjevao tradicionalne polifonije (uključujući paghjelle), u svoj repertoar je dodavao protestne pjesme. Također je bio žrtva nekoliko općinskih uredbi kojima im se zabranjivao nastup u određenim korzikanskim selima, što je ponekad dovodilo do sukoba između nacionalista s aktivistima udruge francuske i republikanske Korzike (CFR. Corse française républicaine).